# Sinameda
Sinameda là một chi bướm đêm thuộc họ Geometridae.